# Usa (přítok Tomi)
Usa (rusky Уса) je řeka v Kemerovské oblasti v Rusku. Je 179 km dlouhá. Povodí má rozlohu 3 610 km².

## Průběh toku
Pramení na Kuzněckém Alatau. Ústí zprava do Tomi (povodí Obu) na 651 říčním kilometru.

## Vodní režim
Zdrojem vody jsou především sněhové srážky. Průměrný roční průtok vody ve vzdálenosti 8 km od ústí činí 149 m³/s. Zamrzá v listopadu až na začátku prosince a rozmrzá na konci dubna až na začátku května.

## Využití
Nedaleko ústí se nachází město Meždurečensk. V povodí řeky se nacházejí naleziště černého uhlí.